# Nicola Festa
Nicola Festa, né le 17 novembre 1866 à Matera et mort le 30 mai 1940 à Rome, est un universitaire et helléniste italien qui fut sénateur du royaume d'Italie, membre de l'Académie des Lyncéens et de l'Académie d'Arcadie.

## Biographie
Il poursuit ses études secondaires au lycée classique de Matera où il a notamment comme professeur de latin et de grec Giovanni Pascoli, dont c'est la première expérience d'enseignant. L'influence du poète favorise l'intérêt du jeune Festa pour la philologie classique et il s'inscrit à l'Institut des études supérieures de Florence. Il devient l'élève préféré de l'helléniste Girolamo Vitelli. Il sort avec succès de l'université avec une thèse sur la géographie et la cosmographie d'Homère.
Il devient ensuite précepteur dans une famille de la noblesse toscane, puis enseignant au lycée d'Orvieto, professeur extraordinaire de grec et de latin à l'Institut d'études supérieures de Florence. En 1898, il publie Odi e frammenti di Bacchilide sur des traductions de Bacchylide qui provoque une controverse entre Giuseppe Fraccaroli (partisan d'un enseignement rhétorique des lettres classiques et opposé à la traduction de Festa) et Girolamo Vitelli (partisan d'un enseignement critique et scientifique et protecteur de Festa). Les deux professeurs polémiquent en publiant des pamphlets critiques. En 1900, après des tentatives infructueuses, il remporte le concours pour remplacer Enea Piccolomini et il obtient la chaire de littérature grecque à la Sapienza. En 1906, il reçoit le premier poste créé en Italie de philologie byzantine.
Parmi ses travaux distingués, l'on peut retenir ses traductions de Sophocle et d'Homère et l'édition critique du poème épique Africa de Pétrarque. Il a aussi traduit en latin des discours de Mussolini à l'époque de la fondation de l'Empire colonial italien en 1936 (après la Guerre d'Éthiopie) et a composé des épigraphes latines sur les édifices de la Cité universitaire de Rome, ce qui suscite le blâme de Gaetano De Sanctis.
Il est élu membre de l'Académie des Lyncéens et, sous le nom de Maronte Larisseo, custode général de l'Académie d'Arcadie de 1924 à 1940. En 1939, il est nommé sénateur du royaume d'Italie et meurt quelques mois plus tard. Catholique pratiquant, Nicola Festa adhérait aux idées du parti populaire italien et s'opposait à celles du parti fasciste, sans le critiquer ouvertement.

## Quelques œuvres
- Odi e frammenti di Bacchilide. Testo greco, traduzione e note a cura di Nicola Festa, Florence, Barbera, 1898. Critiqué par l'helléniste Giuseppe Fraccaroli, le texte corrigé est publié en 1916 chez Sansoni[2].
- Favole di Fedro. Scelte, ordinate e annotate ad uso della II classe del ginnasio per cura di Niccola Festa, Florence, Sansoni, 1898.
- Sulle più recenti interpretazioni della teoria aristotelica della catarsi nel dramma. Lettura fatta nella R. Universita di Roma il 25 febbraio 1901, Florence, A. Marini e C., 1901.
- Nuove liste bizantine di invenzioni e scoperte, Florence, Tip. Barbera, 1904.
- Il papiro filosofico del Museo Egizio Vaticano, Leipzig, B. G. Teubner, 1904.
- Corrado Brando e i modelli greci, Trani, Vecchi, 1907.
- Il manuale di Epitteto. Traduzione di Giacomo Leopardi con saggi delle dissertazioni e coi frammenti di Musonio, a cura di Nicola Festa, Milan, Istituto editoriale italiano, 1914.
- Edipo a Colono. Saggio di studi sofoclei, Florence, Tip. E. Ariani, 1917.
- Lezioni di letteratura greca raccolte dallo studente Guido Martellotti, Rome, Libr. della Sapienza di A. Sampaolesi, 1925.
- L'Iliade di Omero. Tradotta e annotata da Nicola Festa, Milan, Remo Sandron Editore, s.d.
- L'Odissea di Omero. Tradotta e annotata da Nicola Festa, Milan, Remo Sandron Editore, 1921-1928.
- Propylaion. Corso teorico-pratico di lingua greca ad uso delle scuole medie, Palerme, Remo Sandron Editore, 1924-1926.
- L'Africa. Edizione critica per cura di Nicola Festa, Florence, Sansoni, 1926.
- Saggio sull'Africa del Petrarca, Palerme, Remo Sandron Editore, 1926.
- Ricerche metriche. Saggio di un nuovo metodo per lo studio della metrica greca, Palerme-Rome, Remo Sandron Editore, 1926.
- Saggi sulla poesia di Properzio, Rome, Leo S. Olschki, 1927.
- La Repubblica di Zenone, Rome, Tipografia Poliglotta Vaticana, 1928.
- L'uomo e l'universo nella dottrina di Zenone Cizio, Rome, Tipografia Poliglotta Vaticana, 1929.
- Cronosolon. Umanità e galateo in uno scritto senile di Luciano, Rome, Tipografia Poliglotta Vaticana, 1932.
- Umanesimo, Milan, Ulrico Hoepli, 1935.
- La letteratura nell'età di Augusto, fa parte di Augustus. Studi in occasione del bimillenario augusteo, Rome, Tipografia della R. Accademia nazionale dei Lincei, 1938.

## Distinctions
- Grand officier de l'ordre de la Couronne d'Italie
- Chevalier de l'ordre des Saints-Maurice-et-Lazare
- Commandeur de l'ordre de Pie IX
- Commandeur de l'ordre de Vasa

## Source
- (it) Cet article est partiellement ou en totalité issu de l’article de Wikipédia en italien intitulé « Nicola Festa » (voir la liste des auteurs).